# 綠町 (臺南市)
綠町為台灣日治時期台南市之行政區。範圍包括清代舊街名仁厚境、油行尾、大人廟、馬公廟、柱仔街

## 名稱
1916年（大正5年）規劃町名改正時，原擬名「馬公町」，取自境內馬公廟。但臺南廳最後改為以「綠町」呈報總督府，同年11月3日公告、1919年（大正8年）4月1日正式實施。

## 町內施設
- 台南第一高等女學校（現台南女中）
- 馬公廟

## 詳見
- 町名改正